# جزیره سنت پل
جزیره سنت پل (به فرانسوی: Île Saint-Paul) جزیره‌ای است که بخشی از سرزمین‌های جنوبی و جنوبگانی فرانسه در اقیانوس هند را تشکیل می‌دهد، با وسعت ۶ کیلومتر مربع (۲٫۳ مایل مربع؛ ۱٬۵۰۰ جریب فرنگی). این جزیره در حدود ۸۵ کیلومتر (۴۶ مایل دریایی) واقع شده‌است. جنوب غربی بزرگتر جزیره آمستردام (۵۵ کیلومتر مربع (۲۱ مایل مربع) , ۱٬۳۰۰ کیلومتر (۸۱۰ مایل) شمال شرقی جزایر کرگولن، و ۳٬۰۰۰ کیلومتر (۱٬۶۰۰ مایل دریایی) جنوب شرقی رئونیون. این یک مکان مهم برای پرورش پرنده دریایی است. یک کابین تحقیقاتی علمی در جزیره برای کمپین‌های کوتاه علمی یا زیست‌محیطی استفاده می‌شود، اما جمعیت دائمی وجود ندارد. این امر تحت نظارت مدیر ارشد رئونیون است.